# Skulptur Mariä Himmelfahrt (Arcachon)

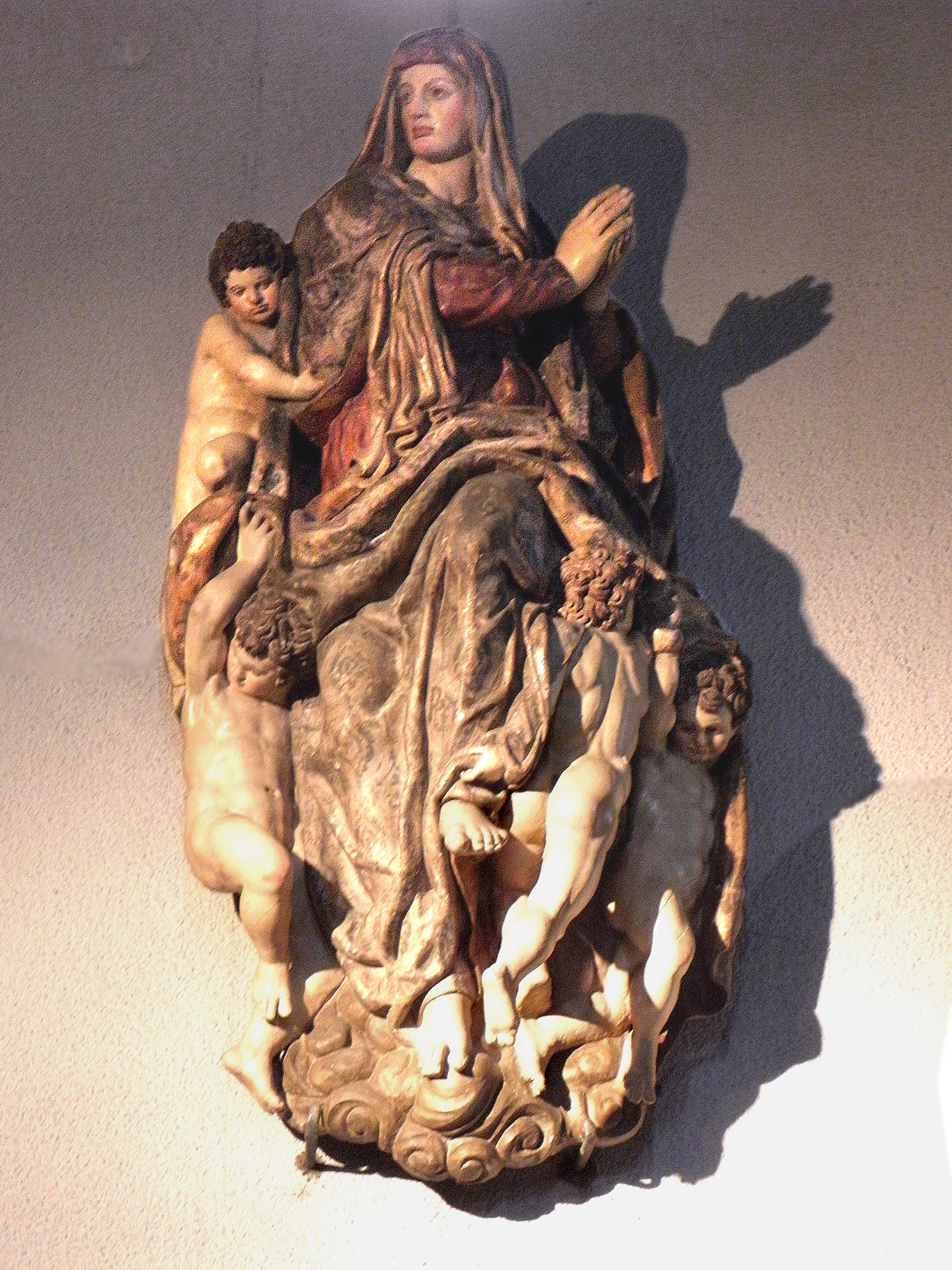
Skulptur Mariä Himmelfahrt Arcachon

Die Skulptur Mariä Himmelfahrt in der katholischen Basilika Notre-Dame in Arcachon, einer französischen Stadt im Département Gironde der Region Nouvelle-Aquitaine, wurde Ende des 18. Jahrhunderts geschaffen. Im Jahr 1970 wurde die barocke Skulptur als Monument historique in die Liste der denkmalgeschützten Objekte (Base Palissy) in Frankreich aufgenommen.
Die 1,90 Meter hohe Marienfigur im Chor der Kirche ist aus Holz gearbeitet und bemalt. Maria, mit einem Schleier und einem langen Gewand dargestellt, wird von Engeln in den Himmel gehoben. Das Schweben Marias in die Höhe wird für den Betrachter sichtbar.